# World in My Eyes
«World in My Eyes» (в переводе с англ. — «Мир моими глазами») — 26-й сингл группы Depeche Mode, а также заглавная песня и последний сингл альбома Violator. Выпущен 17 сентября 1990 года.

## О песне
„World in My Eyes“ была записана рано, во время миланских сессий в „Logic Studios“, и, возможно, по этой причине отчасти похожа на привычных „депешей“ и связана с предыдущими альбомами. Она была закончена в Лондоне, и третий куплет стоял особняком: чтобы заполнить пространство и сделать переход к припеву более логичным, мы наложили друг на друга две вокальные дорожки, в результате песня больше всего походила на электро, этакий кивок в сторону „Kraftwerk“ — по крайней мере, в ритмическом смысле.Алан Уайлдер
Автор песни, Мартин Гор, описывает «World in My Eyes» как «очень позитивную песню, в которой говорится, о том, что любовь, секс и наслаждение — это хорошо».

## Музыкальное видео
Клип на песню снят Антоном Корбейном. По сюжету вокалист группы, Дэвид Гаан, вместе с девушкой приезжает на автомобиле в автокинотеатр и смотрит отрывки из выступлений группы в ещё не закончившемся тогда World Violation Tour. Клип был включён в сборник The Videos 86-98, а более длинная его версия в фильм Strange Too.

## Би-сайды
«Happiest Girl» была записана во время создания пластинки и впоследствии разжалована до би-сайда, хотя изначально мы собирались включить её в альбом. «Sea of Sin» сразу задумывалась как би-сайд и была записана позже. Меня, честно говоря, ни одна из этих песен с ума не сводит.
Сингл сопровождается двумя би-сайдами, написанными Мартином Гором: «Happiest Girl» и «Sea of Sin». Это делает Violator единственным альбомом группы, на всех синглах к которому присутствует хотя бы один би-сайд. Примечательно, что первоначальные версии песен никогда не были выпущены, а оригинальными считаются «Happiest Girl (Jack Mix)» и «Sea of Sin (Tonal Mix)», ремикшированные Франсуа Кеворкяном в Axis Studios (Нью-Йорк).

## Отзывы
Тим Николсон из Record Mirror положительно отозвался как об альбоме, так и об открывающей его песне: «На Violator они [Depeche Mode] наплодили целую темницу песен, под которые можно позвенеть кандалами. „World in My Eyes“ находится у двери, идеально подходя в качестве введения в этот компромисс между поп-музыкой и чем-то помрачнее». Тим ДиГравина (Allmusic) назвал песню «великолепным началом к Violator».

## Списки композиций
| №  | Название                        | Длительность |
| -- | ------------------------------- | ------------ |
| 1. | «World in My Eyes» (7" Version) | 3:57         |

| №  | Название                   | Длительность |
| -- | -------------------------- | ------------ |
| 1. | «Happiest Girl» (Jack Mix) | 4:57         |
| 2. | «Sea of Sin» (Tonal Mix)   | 4:44         |

| №  | Название                          | Длительность |
| -- | --------------------------------- | ------------ |
| 1. | «World in My Eyes» (Oil Tank Mix) | 7:29         |
| 2. | «Happiest Girl» (Kiss-a-Mix)      | 6:15         |
| 3. | «Sea of Sin» (Sensoria)           | 6:08         |

| №   | Название                                          | Длительность |
| --- | ------------------------------------------------- | ------------ |
| 1.  | «World in My Eyes» (7" Version)                   | 3:58         |
| 2.  | «Happiest Girl» (Jack Mix)                        | 4:56         |
| 3.  | «Sea of Sin» (Tonal Mix)                          | 4:44         |
| 4.  | «World in My Eyes» (Oil Tank Mix)                 | 7:45         |
| 5.  | «Happiest Girl» (Kiss-a-Mix)                      | 6:15         |
| 6.  | «Sea of Sin» (Sensoria)                           | 6:04         |
| 7.  | «World in My Eyes» (Dub in My Eyes)               | 6:54         |
| 8.  | «World in My Eyes» (Mode to Joy)                  | 6:28         |
| 9.  | «Happiest Girl» (The Pulsating Orbital Mix)       | 6:27         |
| 10. | «World in My Eyes» (Mayhem Mode)                  | 4:55         |
| 11. | «Happiest Girl» (The Pulsating Orbital Vocal Mix) | 7:58         |

| №  | Название                          | Длительность |
| -- | --------------------------------- | ------------ |
| 1. | «World in My Eyes» (7" Version)   | 4:01         |
| 2. | «World in My Eyes» (Oil Tank Mix) | 6:53         |
| 3. | «Happiest Girl» (Kiss-a-Mix)      | 5:25         |
| 4. | «Sea of Sin» (Tonal Mix)          | 3:37         |

| №  | Название                                          | Длительность |
| -- | ------------------------------------------------- | ------------ |
| 1. | «World in My Eyes» (Dub in My Eyes)               | 6:54         |
| 2. | «World in My Eyes» (Mode to Joy)                  | 6:34         |
| 3. | «Happiest Girl» (The Pulsating Orbital Vocal Mix) | 6:26         |

| №  | Название                                          | Длительность |
| -- | ------------------------------------------------- | ------------ |
| 1. | «World in My Eyes» (Dub in My Eyes)               | 6:54         |
| 2. | «World in My Eyes» (Mode to Joy)                  | 6:34         |
| 3. | «Happiest Girl» (The Pulsating Orbital Vocal Mix) | 8:00         |
| 4. | «Sea of Sin» (Sensoria)                           | 6:08         |
| 5. | «World in My Eyes» (Mayhem Mode)                  | 4:56         |
| 6. | «Happiest Girl» (Jack Mix)                        | 4:57         |

## Чарты
| Чарт                           | Наивысшая позиция |
| ------------------------------ | ----------------- |
| Ultratop                       | 46                |
| UK Singles Chart               | 17                |
| Media Control Charts           | 7                 |
| Irish Singles Chart            | 7                 |
| MegaCharts                     | 49                |
| Polish Music Charts            | 7                 |
| Billboard Hot 100              | 52                |
| Billboard Hot Dance Club Songs | 6                 |
| Billboard Modern Rock Tracks   | 17                |
| SNEP                           | 30                |
| Schweizer Hitparade            | 5                 |

## Кавер-версии
The Cure записали кавер-версию песни для трибьют-альбома For the Masses.
Российская рок-группа «Кукрыниксы» в своем дебютном одноимённом альбоме, вышедшем в 1999 году, записала кавер-версию этой песни под названием «Depeche Mode».